# Robert Romano
Doktor Robert Romano är en fiktiv läkare i TV-serien Cityakuten spelad av skådespelaren Paul McCrane. Han deltog från och med säsong 4 till och med säsong 10. Producenterna ville att serien skulle få en läkare som var arrogant, elak och som sa de mest förnedrande och mystiska saker till kvinnor. Fast Romano var en sån karaktär man var tvungen att hata, så bidrog han med det komiska till serien, han blev väldigt populär bland tittarna och känd som "Mannen du älskar att hata".
Romano var en utmärkt kirurg, men han kom inte överens med de flesta på sjukhuset. När Doktor Benton försökte få Romano att ge honom bättre arbetstider så han kunde umgås med sin son Reese, avskedade Romano doktor Benton. Sedan gjorde Romano det omöjligt för Benton att över huvud taget få ett jobb i Chicago.
Doktor Kerry Weaver stöttade Romano så han fick tjänsten som chef för hela sjukhuset, men snart blev de osams och försökte spela ut varandra. Romano lyckades, på något vis, fatta tycke för läkarstuderande Lucy Knight, och visade ånger och ilska när han misslyckades att rädda hennes liv efter att hon blivit attackerad och knivhuggen av en psykpatient.
I början på säsong 9 förlorar Robert Romano sin arm efter att han ställde sig upp och råkade köra in armen i stjärtrotorn på en helikopter. Dr. Kovac lyckades rädda Romanos liv, och kirurgen Anspaugh lyckas rädda Romanos arm.
Snart så upptäcker Romano att hans arm inte vill lyda honom, vilket gör att han inte kan fortsätta som kirurg. Trots terapi och sjukgymnastik, misslyckas Romano med att hans arm ska återfå någon förmåga över huvud taget. Efter att han lyckats fatta eld på armen, så beslutar Romano att det är dags att amputera armen. Detta gjorde att Romanos karriär som kirurg tog slut och han fick jobba nere på akuten, något han inte gillade. Han fick stryk i en bar efter att ha sagt lite olämpliga kommentarer.
I säsong 10, dör Romano efter att en helikopter faller ner på honom. Detta är lite ironiskt eftersom Romano hade utvecklat en fobi mot helikoptrar. Den enda som kom på hans minnesgudstjänst var Doktor Elizabeth Corday, som Romano haft känslor för sen hon kom till Chicago och började arbeta som kirurg på sjukhuset. Romano donerade en viss summa pengar till sjukhuset, och doktor Weaver som känt sig kränkt av Robert Romanos fobi mot homosexuella, bestämde sig för att använda pengarna för att starta ett program för homosexuella, på sjukhuset.